# مولي مكجوين
مولي مكجوين (بالإنجليزية: Mollie McGeown) أو ماري غراهام «مولي» مكجوين، ولدت في 19 يوليو 1923 وتوفيت في 21 نوفمبر 2004، هي طبيبة كلى وعالمة كيمياء حيوية أيرلندية. كانت مكجوين رائدة في الغسيل الكلوي وزراعة الكلى، إذ شهدت أول عملية غسيل كلى في شمال إيرلاندا وتصميم «وصفة بيلفاست» لرعاية المرضى بعد زراعة الكلى.

## السيرة الذاتية
ولدت مكجوين في عام 1923 في لورغان، مقاطعة أرما، وتربت في مزرعة عائلتها. تعلمت في كلية لورغان والتحقت بجامعة الملكة في بلفاست في عام 1940 لدراسة الطب، وتخرجت بمرتبة الشرف في عام 1946. درست لنيل درجة دكتور في الطب تحت إشراف عالم الأمراض جون هنري بيغارت، ولكن بعد إنهاء التعلم في عام 1950، رفض توظيفها في وظيفة دائمة لأنها كانت امرأة متزوجة. كما حُرمت من وظيفة في مستشفى بيلفاست الملكي للأطفال المرضى لنفس السبب، ولكنها قررت أن تكمل دراسة درجة الدكتوراه في الكيمياء الحيوية بأطروحة عن إيستيريز الفوسفات في اللبن. نالت درجة الدكتوراه في عام 1953، بالإضافة إلى خمس سنوات من الزمالة البحثية في مجلس البحث العلمي الطبي في مستشفى فيكتوريا الملكي في بيلفاست. كان لها سمعة دولية بسبب عملها البحثي، إذ غطت أبحاثها أيض الكالسيوم وفرط جارات الدرقية ومرض حصوات الكلى.
في عام 1959، اختيرت مكجوين لإعداد وإدارة أول وحدة غسيل كلوي في إيرلاندا الشمالية في مستشفى بيلفاست سيتي. لم تتلق أي تدريب رسمي بهذه التكنولوجيا الجديدة، لذلك اعتمدت وزملاؤها على أنفسهم لتعلم استخدام آلات الغسيل الكلوي. طورت مع فريقها ما أصبح يسمى فيما بعد بـ«وصفة بيلفاست»، وهي بروتوكول إدارة للمرضى الذين يزرعون الكلى لتقليل مستوى الوفيات المرتفع من العدوى. يجبر البروتوكول باستخدام جرعة منخفضة من الكورتيكوستيرويد والعودة للغسيل الكلوي إذا فشلت زراعة الكلى، مما أنتج 80% معدل نجاة للعضو المزروع لمدة خمس سنوات.
تقاعدت مكجوين في عام 1988. وخلال حياتها المهنية، ألفت نحو 350 مقال، والعديد من فصول الكتب، وإرشادات حول زراعة الكلى. عملت كرئيسة لرابطة الكلى ورئيسة لجنة إدارة زراعة الأعضاء في المملكة المتحدة، وانتُخبت كزميلة للكلية الملكية للأطباء في عام 1978 وزميلة لكلية الأطباء الملكية في إيرلاندا عام 1982. استقبلت العديد من الجوائز، أكثرها أهمية رتبة الإمبراطورية البريطانية في عام 1985، وميداليتين ذهبيتين من كلية الأطباء الملكية في إيرلاندا في عام 1987، وزمالة أستاذية من جامعة الملكة في عام 1988، ودكتوراه فخرية من جامعة أولستر الجديدة في عام 1991. في الاحتفال الخمسين للخدمة الصحية الوطنية عام 1998، رُشحت كواحدة من 50 امرأة ساهمن في نجاح الخدمة الصحية الوطنية. وفي نفس العام، كُرمت بجائزة الاحتفال بالكتابة في زراعة الكلى والغسيل الكلوي. توفيت في 21 نوفمبر عام 2004 في بيلفاست بعمر 82 عامًا.